# Кузман Коларић
Кузман Коларић био је српски сликар који је радио у земљама под влашћу Хабзбурга током периода касног барока и раног рококоа осамнаестог века.
Приписује му се да је радио на многим иконама у црквама и манастирима Фрушке горе и селима и градовима Беркасово, Шид, Текија и Петроварадин.
Његов рад је на манастирима Старо Хопово, Ново Хопово, Привина Глава и Лепавина.